# Afrikaspiele 2019/Leichtathletik – 4 × 100 m der Frauen
Die 4-mal-100-Meter-Staffel der Frauen bei den Afrikaspielen 2019 fand am 27. und 28. August im Stade Moulay Abdallah in Rabat statt.
13 Frauschaften nahmen an dem Wettbewerb teil. Die Goldmedaille gewann Nigeria mit 44,16 s, Silber ging an Südafrika mit 44,61 s und die Bronzemedaille gewann Kenia mit 45,44 s.

## Rekorde
| Weltrekord        | Vereinigte Staaten Tianna Madison, Allyson Felix Bianca Knight, Carmelita Jeter | 40,82 s | Olympische Spiele in London, Vereinigtes Königreich | 10. August 2012 |
| Rekord der Spiele | Nigeria Emem Edem, Endurance Ojokolo Chinedu Odozor, Mary Onyali-Omagbemi       | 43,04 s | Afrikaspiele in Abuja, Nigeria                      | Oktober 2003    |

## Halbfinale
Aus den zwei Halbfinalläufen qualifizierten sich die jeweils drei Ersten jedes Laufes – hellblau unterlegt – und zusätzlich die zwei Zeitschnellsten – hellgrün unterlegt – für das Finale.

### Lauf 1
27. August 2019, 18:46 Uhr
| Platz | Bahn | Land         | Athletinnen                                                                 | Zeit (s) |
| ----- | ---- | ------------ | --------------------------------------------------------------------------- | -------- |
| 1     | 2    | Südafrika    | Tebogo Mamathu Tamzin Thomas Patience Ntshingila Lynique Beneke             | 45,54    |
| 2     | 7    | Namibia      | Globine Isoldia Mayova Beatrice Masilingi Tjipekapora Herunga Jolene Jacobs | 45,61    |
| 3     | 3    | Kenia        | Maureen Nyatichi Thomas Millicent Ndoro Joan Cherono Maximila Imali         | 45,75    |
| 4     | 4    | Burkina Faso | Fatoumata Koala Madina Touré Rokya Fofana Mariam Bance                      | 46,41    |
| 5     | 6    | Togo         | Judith Koumedzina Fayza Issaka Abdou Kerim Prenam Pesse Juliette Bouley     | 46,94    |
|       | 5    | Ägypten      |                                                                             | DNS      |

### Lauf 2
27. August 2019, 18:56 Uhr
| Platz | Bahn | Land           | Athletinnen                                                              | Zeit (s) |
| ----- | ---- | -------------- | ------------------------------------------------------------------------ | -------- |
| 1     | 2    | Nigeria        | Joy Udo-Gabriel Blessing Okagbare Mercy Ntia-Obong Rosemary Chukwuma     | 43,49    |
| 2     | 7    | Ghana          | Flings Owusu-Agyapong Gemma Acheampong Persis William-Mensah Halutie Hor | 44,59    |
| 3     | 5    | Sambia         | Agness Mazala Lumeka Katundu Hellen Makumba Rhoda Njobvu                 | 45,01    |
| 4     | 6    | Madagaskar     | Sidonie Fiadanantsoa Olga Razanamalala Élodie Embony Claudine Niarosoa   | 45,82    |
| 5     | 4    | Äthiopien      | Eirehun Fayo Worke Kumalo Logita Straj Sead Abissie Kebede Hundessa      | 47,91    |
|       | 3    | Elfenbeinküste |                                                                          | DNS      |

## Finale
28. August 2019, 18:59 Uhr
| Platz | Bahn | Land         | Athletinnen                                                                 | Zeit (s) |
| ----- | ---- | ------------ | --------------------------------------------------------------------------- | -------- |
|       | 3    | Nigeria      | Joy Udo-Gabriel Mercy Ntia-Obong Jasper Bukola Adekunle Rosemary Chukwuma   | 44,16    |
|       | 6    | Südafrika    | Tebogo Mamathu Tamzin Thomas Patience Ntshingila Taylon Bieldt              | 44,61    |
|       | 7    | Kenia        | Maximila Imali Millicent Ndoro Maureen Nyatichi Thomas Joan Cherono         | 45,44    |
| 4     | 5    | Namibia      | Globine Isoldia Mayova Beatrice Masilingi Tjipekapora Herunga Jolene Jacobs | 45,55    |
| 5     | 2    | Madagaskar   | Sidonie Fiadanantsoa Olga Razanamalala Élodie Embony Claudine Niarosoa      | 46,02    |
| 6     | 1    | Burkina Faso | Fatoumata Koala Madina Touré Rokya Fofana Mariam Bance                      | 46,77    |
| 7     | 8    | Sambia       | Agness Mazala Lumeka Katundu Hellen Makumba Rhoda Njobvu                    | 47,16    |
| 8     | 4    | Ghana        | Flings Owusu-Agyapong Gemma Acheampong Deborah Acquah Halutie Hor           | 47,24    |